# Jardín botánico El Robledo
El Jardín Botánico El Robledo es un jardín botánico de 1,5 hectáreas de extensión, que se encuentra en el parque natural Sierra Norte de Sevilla, en la localidad de Constantina en la provincia de Sevilla, España. 
El jardín depende administrativamente de la Junta de Andalucía siendo uno de los jardines botánicos de la red, que la Junta ha creado en los últimos tiempos en Andalucía. 
Sus objetivos son los de preservar las especies vegetales del Sistema Mariánico de Sierra Morena amenazadas o en vías de extinción y los endemismos, así como favorecer el conocimiento del público en general del uso humano de su entorno vegetal. 

## Localización
Se encuentra en el parque natural Sierra Norte de Sevilla Sevilla, en el término municipal de Constantina Constantina comprendida en el Sistema Mariánico de Sierra Morena, junto a las instalaciones de la Oficina del parque natural, y del Centro de Visitantes de El Robledo. 
Ctra. Constantina a El Pedroso, km 1. 41450 Constantina (Sevilla).

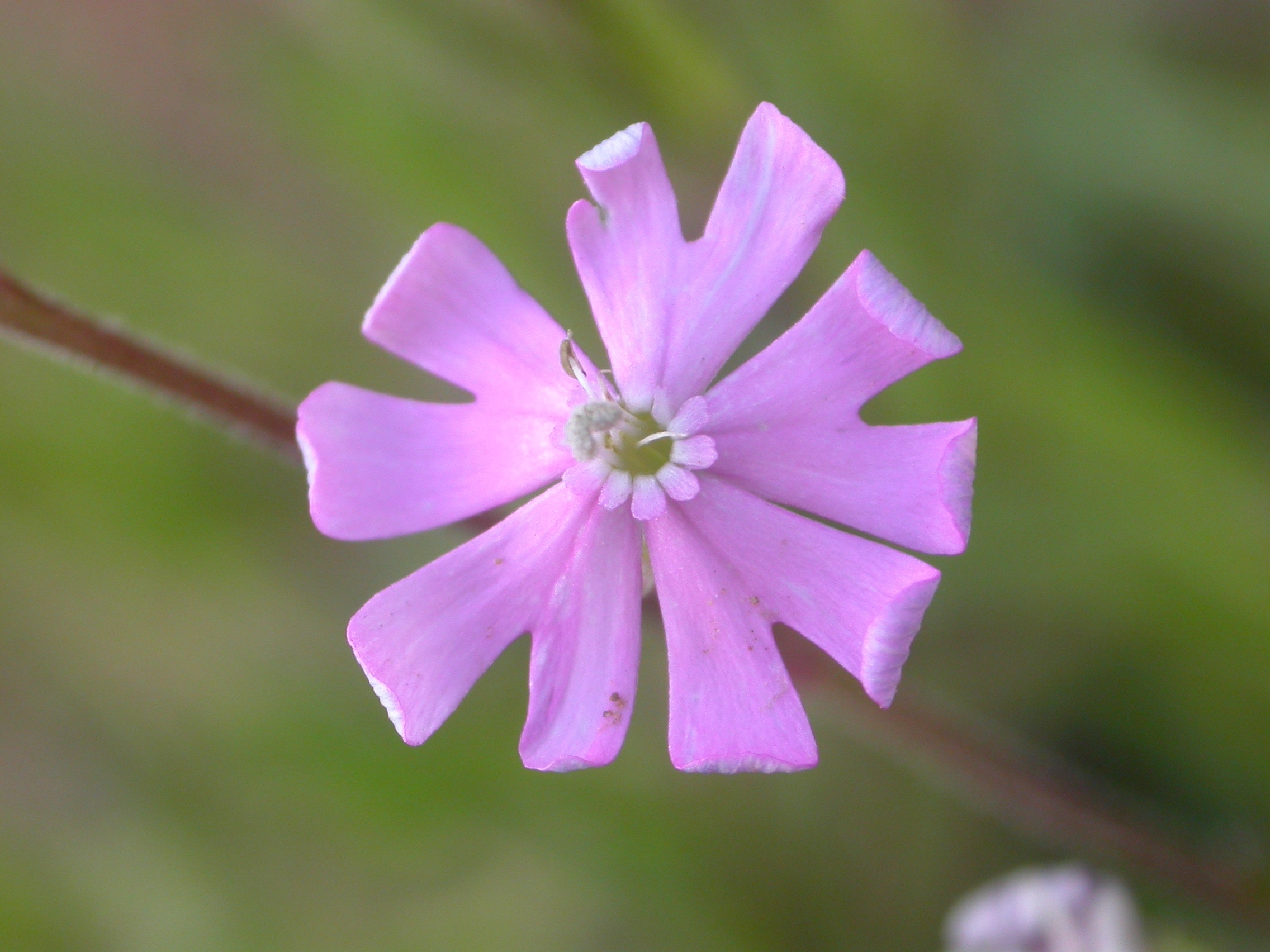
Flor de Silene mariana, especie endémica del macizo mariánico

Se encuentra abierto todo el año. La entrada es libre.

## Historia
El Jardín Botánico El Robledo pertenece a la Red Andaluza de Jardines Botánicos y Micológico en Espacios Naturales de la Consejería de Medio Ambiente
La Red se creó en el año 2001.
Como integrante de la Red, se trata de una instalación dedicada a la conservación de la flora andaluza, en especial la flora endémica, rara y amenazada. Con este fin desarrolla tres programas de trabajo de manera coordinada con los otros diez jardines botánicos y jardín micológico que en la actualidad componen la Red, realizando tareas de Conservación de Flora tanto en el propio jardín como en el medio natural, de Difusión Fitoturística (para dar a conocer el patrimonio florístico andaluz) y de Educación para la Conservación de la Flora.

## Colecciones
El Jardín Botánico El Robledo representa la flora y la vegetación de Sierra Morena (Sector Biogeográfico Mariánico-Monchiquense), caracterizada por el monte mediterráneo y la dehesa. Se trata de una vegetación adaptada a la sequía estival mediante la reducción del tamaño de las hojas, la esclerofilia (hojas duras por la presencia de capas de ceras) y la presencia de aceites esenciales en numerosas plantas aromáticas. En un lugar donde el agua es un bien escaso, los ríos y arroyos cobran gran importancia. Aquí podemos encontrar una representación de estas plantas de características totalmente diferentes a las anteriores (hoja delgada y caduca).
El itinerario que podemos realizar por el jardín simula una ascensión a través de las formaciones vegetales de Sierra Morena, desde las zonas más bajas a las más altas de esta sierra, para descender posteriormente por un arroyo, desde su nacimiento hasta su curso medio. De esta manera, podemos observar el cambio de un ecosistema a otro en el jardín. Según realizamos el ascenso se van sustituyendo las especies de zonas térmicas, como es el caso del Acebuche acebuchales, o del Mirto, por otras de zonas más frías con dominio de caducifolias, como es el caso del Quejigo o del Roble Melojo, pudiendo observar así las adaptaciones de las plantas al clima.
Las adaptaciones al suelo están también presentes, podemos observar especies adaptadas a zonas calizas como por ejemplo la Coscoja o la Cornicabra.

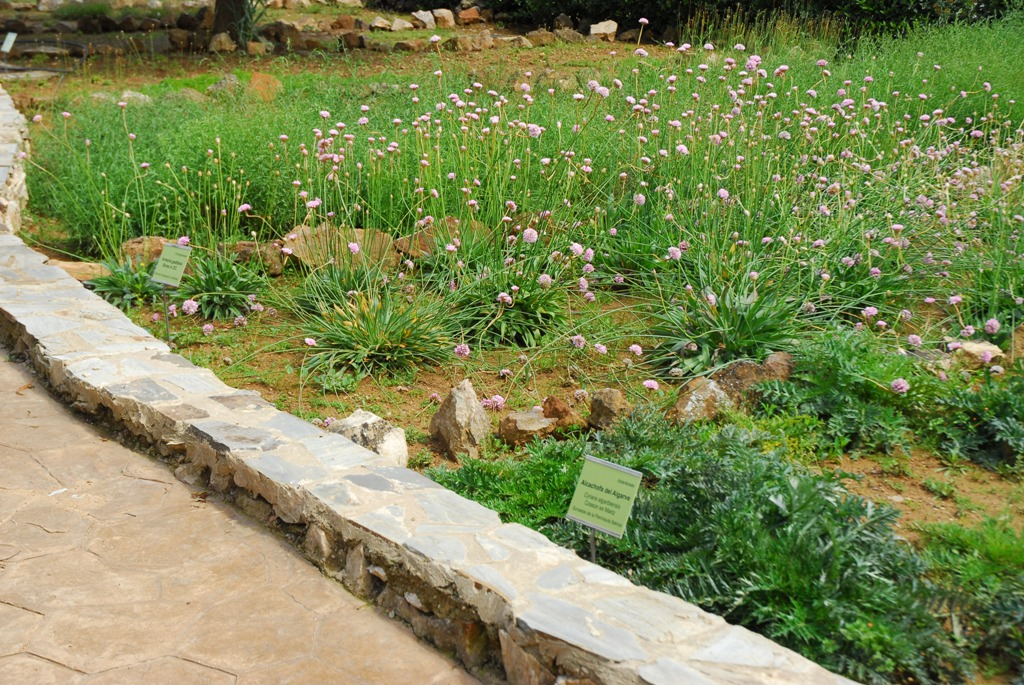
Colecciones Flora endémica y amenazada

Entre las colecciones presentadas se encuentran:
- Hierbas de la Sierra Norte de Sevilla.
- Árboles, representación de los árboles de este entorno, con quejigos Quercus canariensis y Quercus faginea, rebollos Quercus pyrenaica, encinas Quercus ilex, alcornoques Quercus suber, alisos Alnus glutinosa, castaños bravíos, sauces, abedules . .
- Endemismos de la sierra
- Plantas arbustivas,

El jardín cuenta con una zona dedicada a la flora endémica y amenazada, en la que podemos conocer de primera mano los trabajos de conservación que se están llevando a cabo con ciertas especies, entras las que destacan el brezo del Andévalo, la centáurea de Despeñaperros y dedaleras de Sierra Morena.